# Lisa Jeffrey
Lisa Claire Jeffrey FRSC (Fort Collins, 5 de janeiro de 1965) é uma matemática canadense e professora de matemática na Universidade de Toronto. Em sua pesquisa usa a geometria simplética para fornecer rigorosas provas de resultados na teoria do campo quântico.
Jeffrey graduou-se pela Universidade de Princeton em 1986, e obteve seu doutorado pela Universidade de Oxford , em 1991, sob a supervisão de Sir Michael Atiyah. Depois de estudos de pós-doutorado, tornou-se professor assistente na Universidade de Princeton, em 1992, mudou-se para a Universidade McGill em 1995, e se mudou para sua atual posição em Toronto em 1997.
Jeffrey foi vencedora do Prêmio Krieger–Nelson de 2001. e vencedora do Prêmio Coxeter–James de 2002. Em 2007, ela tornou-se membro da Sociedade Real do Canadá, e, em 2012, tornou-se associada da American Mathematical Society.

## Publicações selecionadas
- Quantum fields and strings: a course for mathematicians. Vol. 1, 2. Material from the Special Year on Quantum Field Theory held at the Institute for Advanced Study, Princeton, NJ, 1996–1997. Edited by Pierre Deligne, Pavel Etingof, Daniel S. Freed, Lisa C. Jeffrey, David Kazhdan, John W. Morgan, David R. Morrison and Edward Witten. American Mathematical Society, Providence, RI; Institute for Advanced Study (IAS), Princeton, NJ, 1999. Vol. 1: xxii+723 pp.; Vol. 2: pp. i--xxiv and 727–1501. ISBN 0-8218-1198-3, 81-06 (81T30 81Txx)